# Enrique Bryant
Pour les articles homonymes, voir Bryant.
Enrique Bryant est un artiste peintre, lithographe et graveur à l'eau-forte mexicain. Né à Milwaukee aux États-Unis le 21 mai 1920, il a vécu à Castries (Hérault) de 1973 à sa mort survenue au Grau-du-Roi le 9 avril 2010.

## Biographie
Enrique Bryant naît à Milwaukee, aux États-Unis, le 21 mai 1920.
Après la Seconde Guerre mondiale, il est mobilisé en tant que photo-interprète et dessinateur pendant la campagne contre le Japon, dans l'Océan Pacifique. Enrique Bryant est en particulier élève d'Alfredo Zalce (1908-2003) et de Benjamin Coría (1888-1962) — ce second, moins connu, voyagea en Europe et fut à Paris l'ami d'Amedeo Modigliani, —, à l'École nationale d'arts plastiques (attachée à l'Académie de San Carlos) de Mexico où il se lie également avec Diego Rivera, José Clemente Orozco et David Alfaro Siqueiros et où il est diplômé Maestro en artes plasticas en 1949. Il tient sa première exposition en 1946 au Mexique.
Il s'installe définitivement à Castries (Hérault) en 1973, participant dès lors à des salons dans les villes du sud de la France et y « remportant quantité de distinctions régionales ».

## Expositions

### Expositions personnelles
- Enrique Bryant - Peintures, gravures, Centre régional de documentation pédagogique, Montpellier, novembre 1985[7].
- Orangerie du jardin du Luxembourg, Paris, juillet-août 1990[8].

### Expositions collectives
- 10e Exposición anual de los acuarelistas del Instituto de Arte de Mexico - Jesús Reyes Ferreira (en), Enrique Bryant, Instituto Mexicano-Norteamericano de relaciones culturales, Mexico, 1971[9].
- Participations non datées : Salon des indépendants, Paris[5].

## Réception critique

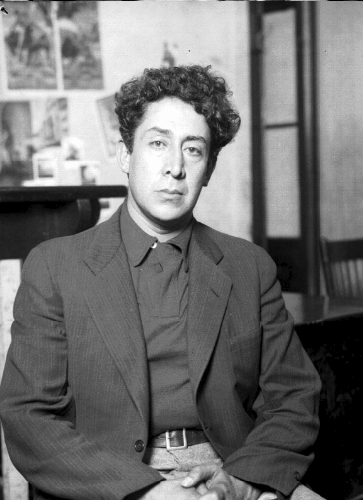
David Alfaro Siqueiros

« En la obra de Bryant hay voluntad de ofício y determinación de composición ; mucho podrian aprender de él tantos y tantos ilustres festinados. »

— David Alfaro Siqueiros

« Il peignit d'abord des portraits d'une facture classique. Puis, dans une sorte de style néo-primitif mais non naïf, pouvant rappeler celui d'André Bauchant, il a commencé à peindre les habitants de son pays dans leurs paysages d'origine, authentiques comme au début de l'homme, plaines arides et forêts luxuriantes, conférant aux paysans la majesté simple de l'Antique : Diane chasseresse, Les guitares, Le Christ de Iztapalapa. Il lui arrive de recourir à des thèmes ambitieux : Allégorie de la pollution. »

— Dictionnaire Bénézit

## Collections publiques
- Ville d'Avignon[5].
- musée-chapelle des Pénitents de Frontignan, La vieille femme, lithographie[11].
- Département des estampes et de la photographie de la Bibliothèque nationale de France, 31 eaux-fortes.
- Fonds d'art contemporain - Paris Collections, Paris :
  - La Cruz de Palo, huile sur toile 89x75cm, vers 1983[12] ;
  - Nu assis, eau-forte 38x28cm, 1985[13] ;
  - Cheval de Troie, eau-forte 28x38cm, 1985[14] ;
  - Juana la loca, eau-forte 38x28cm, 1985[15] ;
  - La famille paysanne, eau-forte 28x38cm, 1985[16] ;
  - Sans-abri, Paris, janvier 85, eau-forte 28x38cm, 1985[17] ;
  - Jeune fille à l'écharpe, eau-forte 38x28cm, 1986[18] ;
  - Un faune avec trois nymphes, lithographie 28x38cm, 1986[19] ;
  - Nymphe et satyre, lithographie 28x38cm, 1986[20] ;
  - Côte d'Azur, lithographie 28x38cm, 1986[21] ;
  - L'allégorie du bain, lithographie 28x38cm, 1986[22] ;
  - Vénus et Adonis, lithographie 28x38cm, 1986[23] ;
  - La première bombe, eau-forte 28x38cm, 1986[24] ;
  - La deuxième bombe, eau-forte 28x38cm, 1986[25] ;
  - La troisième bombe, eau-forte 17,5x23,5cm, 1986[26] ;
  - El 0caso, eau-forte 38x28cm, 1986[27] ;
  - Les musiciens, eau-forte 28x38cm, 1986[28] ;
  - Composition de trois nus, eau-forte 28x38cm, 1986[29] ;
  - Deux nus avec un château, lithographie 28x36cm, 1986[30] ;
  - Composition de trois femmes habillées, eau-forte 28x38cm, 1986[31] ;
  - Deux nus avec draperie, eau-forte 38x28cm, 1986[32].

## Distinctions
- Médaille d'or de la Renaissance internationale des Arts et des Lettres pour l'ensemble de son œuvre, 1989[8],[33].